# أوتو بروبست
أوتو بروبست هو سياسي نمساوي، ولد في 29 ديسمبر 1911 في فيينا في النمسا، وتوفي بنفس المكان في 22 ديسمبر 1978. نشط حزبياً في الحزب الديمقراطي الاجتماعي النمساوي. وقد انتخب عضو المجلس الوطني للنمسا ‏.

## وصلات خارجية
- أوتو بروبست على موقع مونزينجر (الألمانية)